# 투반
투반 또는 용자리 알파(α Dra)는 용자리 방향에 있는 항성계이다. 북반구 밤하늘에서 상대적으로 그리 밝지 않은 별이지만 기원전 4천 년부터 기원전 2천 년까지 북극성의 지위를 차지했던 적이 있어 역사적으로 의미 있는 존재이다.
요한 바이어는 투반에 '알파' 명칭을 붙였지만 이 별의 겉보기 등급은 +3.65로 같은 별자리의 감마별 엘타닌의 겉보기 등급 +2.24에 비해 대략 3.7 배 정도 어둡다.

## 명칭
용자리 알파는 투반을 바이어 명명법으로 표기한 이름이다.
전통적으로 불려오던 이름 투반은 아랍어 단어 ثعبان(투 반, '뱀')에서 유래한 것이다. 드물지만 '용의 꼬리' 또는 '아디브'로 불릴 때도 있다. 2016년 국제천문연맹은 항성의 고유명칭을 정리하고 표준화할 목적으로 산하에 항성명칭심의위원회(WGSN)를 조직했다. WGSN은 2016년 7월 첫 번째 공식 항성명칭 목록을 고시했는데 투반은 여기에 포함되었으며 현재 IAU 항성명칭목록에 등재되어 있다.
동아시아 별자리에서 투반은 자미우원(紫微右垣)에 속해 있다. 자미우원은 투반, 용자리 카파, 람다, 큰곰자리 24, 기린자리 43, 기린자리 알파, 기린자리 BK로 구성되어 있다. 이 중 투반을 단독으로 일컫는 명칭은 자미우원일(紫微右垣一, 자미우원에서 첫 번째 별)이다. 다른 명칭으로 우추(右樞, '오른쪽 돌쩌귀')가 있다. R. H. 앨런은 '우추'를 'Yu Choo'로 표기했다.

## 관측
투반은 큰곰자리의 북두칠성 근처에 자리잡고 있기 때문에 관측 조건이 좋다면 밤하늘에서 상대적으로 눈에 잘 띈다. 다만 광공해가 심한 도심지에서는 찾기가 쉽지 않다. 투반은 북두칠성의 페크다와 메그레즈를 연결하여 15 도만큼 진행한 곳에 있다. 이 방법은 현재 북극성인 폴라리스를 찾는 방법(메라크-두베를 이용)만큼 유명하지는 않다.

### 극성

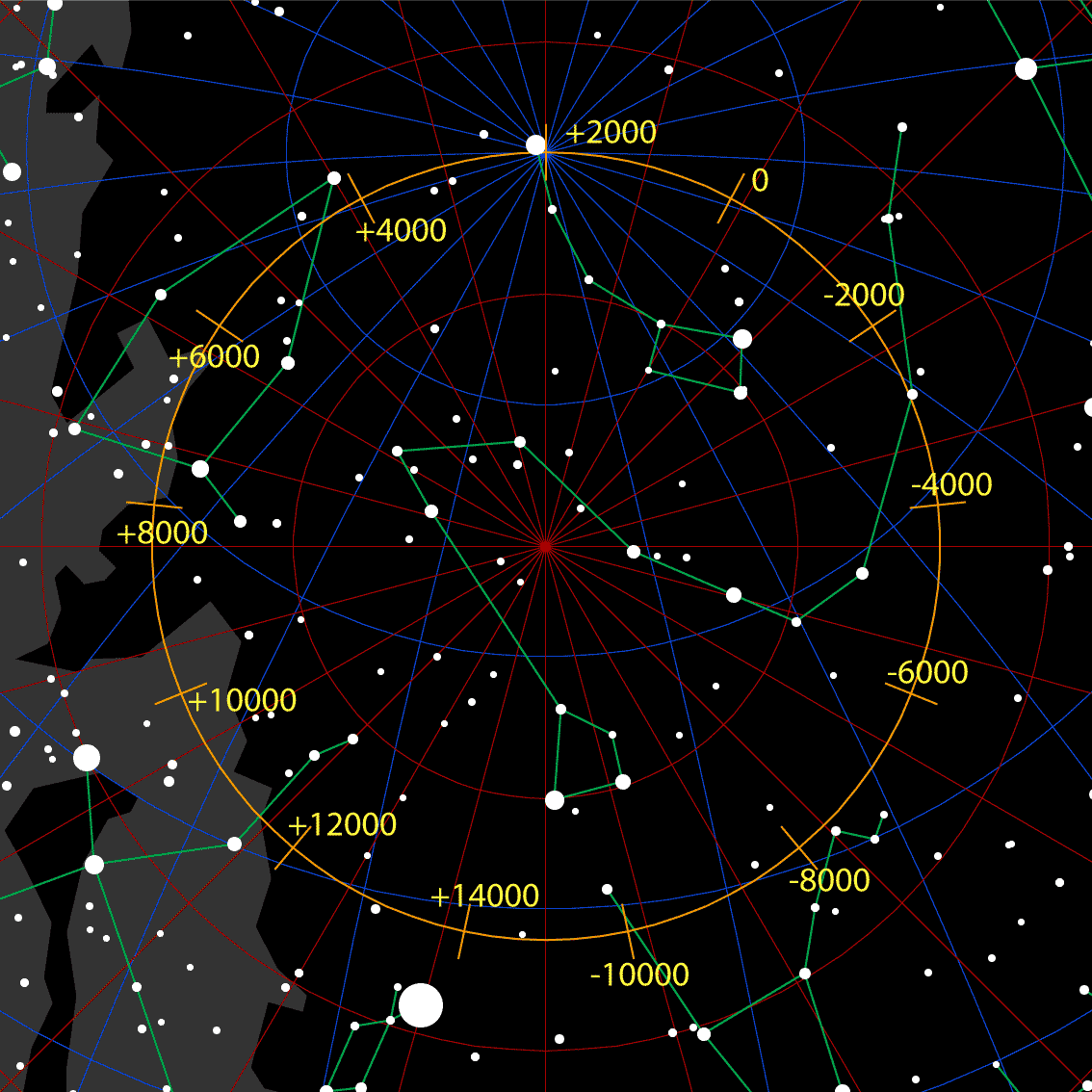
세차 운동으로 천구 북극이 이동하는 경로(노란 원)를 나타낸 그림. 투반은 -2000과 -4000(그림 오른쪽 위)의 중간 부분에 겹친 별이다.

지구 자전축의 세차 운동 때문에 투반은 기원전 3942년부터 기원전 1793년까지 밤하늘을 맨눈으로 볼 때 천구 북극에 가장 가까이 있는 것처럼 보이는 별이었다.(직전 북극성은 용자리 카파였다.) 투반이 천구 북극에 가장 가까이 접근한 때는 기원전 2830년이었고 이 때 극점과의 거리는 10 분각이 되지 않았다. 이후 200년 가까운 기간 동안 투반은 천구북극으로부터 1 도 이내 거리를 유지했으며 최근접 시기로부터 900년 동안 5 도 이내 거리에 있었다. 투반은 기원전 1800년 경까지 극성으로 인식되었으며 이후 훨씬 밝은 코카브(작은곰자리 베타)가 북극에 접근하기 시작했다.
| 이전          | 극성          | 이후   |
| ------------- | ------------- | ------ |
| 용자리 이오타 | 3942–1793 BCE | 코카브 |

## 쌍성
투반은 단선분광쌍성으로 스펙트럼상으로는 주인별만 감지된다. 스펙트럼상에 드러나지 않는 짝별은 주인별과의 질량중심을 51.4 일을 1 주기로 찌그러진 궤도를 그리면서 돌고 있다. 짝별이 주인별에 비해 어둡다는 가정을 내리면 두 별은 약 0.46 천문단위 떨어져 있는 것으로 보이며 짝별은 주인별보다 질량이 약간 작다. 짝별은 주인별보다 좀 더 차가운 주계열성으로 보이며 분광형은 A2일 것이다.
미국 해군 정밀광학간섭계(NPOI)의 높은 공간분해능을 이용하여 짝별을 관측하였다. 짝별은 주인별보다 1.8 등급 어둡고(700 나노미터에서) 주인별에서 6.2 ~ 2.6 밀리초각 떨어져 있다.

## 물리적 특성
투반의 분광형은 A0 III로 유효온도와 스펙트럼상으로 베가와 비슷하나 더 밝고 질량도 더 크다. 투반은 모건-키넌 체제에서 A0 III형 항성의 표준별로 사용되어 왔다.
투반은 중심핵의 수소 융합을 끝내고 주계열 단계를 이탈, 백색 거성으로 진화하였으며 광도는 태양의 120 배 이상이다. 지구로부터 약 300 광년 떨어져 있으며 성간 가스 및 먼지로 빛의 강도가 줄어드나 그 크기는 미약하여 0.003 등급에 불과하다.

## 문화
USS 투반 (AKA-19)은 미국 해군이 1943년 건조, 1967년에 퇴역시킨 함선으로 선체명은 이 별의 이름을 딴 것이다.
영국의 음모론자 데이비드 아이크에 따르면 투반은 피를 빨아먹고 모습을 바꾸는 파충류들의 고향으로, 이들은 지하 기지를 기어다니면서 인간에 맞설 계획을 짜고 있다고 한다. 그는 엘리자베스 2세와 같은 정계 거물들이 이 파충류들을 지원하고 있다고 주장했다.